# Keegan Murray
Pour les articles homonymes, voir Murray.
Keegan Mitchell Murray, né le 19 août 2000 à Cedar Rapids dans l'Iowa, est un joueur américain de basket-ball évoluant aux postes d'ailier et d'ailier fort au sein de la franchise des Kings de Sacramento en National Basketball Association (NBA).

## Biographie

### Carrière universitaire
Le 21 octobre 2019, il s'engage avec son frère Kris avec les Hawkeyes de l'Iowa. Après une première saison plutôt discrète, c'est lors de sa deuxième saison que Keegan Murray se montre aux yeux du pays : il fait partie des meilleurs marqueurs de la saison et, le 16 novembre 2021, inscrit 27 points, prend 21 rebonds et réalise quatre contres dans une victoire face aux Eagles de North Carolina Central. Il réalise son record en carrière en février 2022 avec 37 points inscrits lors d'une victoire face aux Cornhuskers du Nebraska. Lors de la March Madness 2022, les Hawkeyes se font éliminer au premier tour par les Spiders de Richmond malgré les 21 points de Keegan Murray. C'est après ce match qu'il se présente pour la draft 2022 où il est attendu parmi les dix premiers choix.

### Carrière professionnelle

#### Kings de Sacramento (depuis 2022)
Il est choisi en 4e position par les Kings de Sacramento lors de la draft 2022. Il y signe son contrat le 2 juillet et marque le jour-même 26 points en Summer League dans une victoire face aux Warriors de Golden State,. Titulaire indiscutable et joueur très polyvalent, l'ailier fort se distingue en battant le record du plus grand nombre de tirs à trois point inscrits par un rookie (précédemment détenu par Donovan Mitchell) sur sa première saison, avec 206 unités en 80 rencontres. Il termine cinquième au classement du rookie de l'année 2023, derrière notamment Paolo Banchero et Jalen Williams.
Durant la saison NBA 2022-2023, il est l'un des principaux artisans de la qualification des Kings de Sacramento en playoffs, après 17 ans d'absence.
Le 16 décembre 2023, il bat son record en carrière en inscrivant 47 points face au Jazz de l'Utah, avec un record de franchise de 12 paniers à trois points inscrits, sur 15 tentatives.

## Palmarès

### NBA
- NBA All-Rookie First Team en 2023.
- MVP de la NBA Summer League 2022.

### Université
- Consensus first-team All-American en 2022
- First-team All-Big Ten en 2022
- Big Ten All-Freshman Team en 2021
- MVP du tournoi Big Ten en 2022

## Statistiques

### Universitaires
| Saison    | Équipe   | Matchs | Titul. | Min./m | % Tir | % 3pts | % LF | Rbds/m. | Pass/m. | Int/m. | Ctr/m. | Pts/m. |
| --------- | -------- | ------ | ------ | ------ | ----- | ------ | ---- | ------- | ------- | ------ | ------ | ------ |
| 2020-2021 | Iowa     | 31     | 4      | 18,0   | 50,6  | 29,6   | 75,5 | 5,10    | 0,50    | 0,80   | 1,30   | 7,20   |
| 2021-2022 | Iowa     | 35     | 35     | 31,9   | 55,4  | 39,8   | 74,7 | 8,70    | 1,50    | 1,30   | 1,90   | 23,50  |
| Carrière  | Carrière | 66     | 39     | 25,4   | 54,3  | 37,3   | 74,9 | 7,00    | 1,00    | 1,10   | 1,60   | 15,80  |

### Professionnelles

#### Saison régulière
| Saison    | Équipe     | Matchs | Titul. | Min./m | % Tir | % 3pts | % LF | Rbds/m. | Pass/m. | Int/m. | Ctr/m. | Pts/m. |
| --------- | ---------- | ------ | ------ | ------ | ----- | ------ | ---- | ------- | ------- | ------ | ------ | ------ |
| 2022-2023 | Sacramento | 80     | 78     | 29,8   | 45,3  | 41,1   | 76,5 | 4,64    | 1,23    | 0,76   | 0,53   | 12,20  |
| 2023-2024 | Sacramento | 77     | 77     | 33,6   | 45,4  | 35,8   | 83,1 | 5,45    | 1,68    | 1,03   | 0,77   | 15,22  |
| Carrière  | Carrière   | 157    | 155    | 31,7   | 45,4  | 38,4   | 80,5 | 5,04    | 1,45    | 0,89   | 0,64   | 13,68  |

#### Playoffs
| Saison   | Équipe     | Matchs | Titul. | Min./m | % Tir | % 3pts | % LF | Rbds/m. | Pass/m. | Int/m. | Ctr/m. | Pts/m. |
| -------- | ---------- | ------ | ------ | ------ | ----- | ------ | ---- | ------- | ------- | ------ | ------ | ------ |
| 2023     | Sacramento | 7      | 7      | 27,7   | 44,8  | 37,5   | 66,7 | 6,29    | 0,71    | 0,57   | 0,29   | 9,71   |
| Carrière | Carrière   | 7      | 7      | 27,7   | 44,8  | 37,5   | 66,7 | 6,30    | 0,70    | 0,60   | 0,30   | 9,70   |

## Records sur une rencontre en NBA
Les records personnels de Keegan Murray en NBA sont les suivants, :
| Record de la franchise |

| Type de statistique        | Saison régulière | Saison régulière   | Saison régulière | Playoffs | Playoffs                   | Playoffs      |
| Type de statistique        | Record           | Adversaire         | Date             | Record   | Adversaire                 | Date          |
| -------------------------- | ---------------- | ------------------ | ---------------- | -------- | -------------------------- | ------------- |
| Points                     | 47               | Jazz de l'Utah     | 16 décembre 2023 | 23       | @ Warriors de Golden State | 23 avril 2023 |
| Paniers marqués            | 16               | Jazz de l'Utah     | 16 décembre 2023 | 9        | @ Warriors de Golden State | 23 avril 2023 |
| Paniers tentés             | 23               | Jazz de l'Utah     | 16 décembre 2023 | 17       | @ Warriors de Golden State | 28 avril 2023 |
| Paniers à 3 points réussis | 12               | Jazz de l'Utah     | 16 décembre 2023 | 5        | @ Warriors de Golden State | 23 avril 2023 |
| Paniers à 3 points tentés  | 15               | Jazz de l'Utah     | 16 décembre 2023 | 13       | @ Warriors de Golden State | 28 avril 2023 |
| Lancers francs réussis     | 7                | 2 fois             | 2 fois           | 2        | Warriors de Golden State   | 17 avril 2023 |
| Lancers francs tentés      | 8                | 2 fois             | 2 fois           | 2        | 3 fois                     | 3 fois        |
| Rebonds offensifs          | 7                | Raptors de Toronto | 6 novembre 2024  | 5        | @ Warriors de Golden State | 28 avril 2023 |
| Rebonds défensifs          | 13               | @ Suns de Phoenix  | 10 novembre 2024 | 7        | @ Warriors de Golden State | 28 avril 2023 |
| Rebonds totaux             | 14               | 2 fois             | 2 fois           | 12       | @ Warriors de Golden State | 28 avril 2023 |
| Passes décisives           | 6                | @ Suns de Phoenix  | 14 février 2023  | 2        | @ Warriors de Golden State | 28 avril 2023 |
| Interceptions              | 3                | 8 fois             | 8 fois           | 2        | Warriors de Golden State   | 30 avril 2023 |
| Contres                    | 4                | @ Nets de Brooklyn | 7 avril 2024     | 1        | 2 fois                     | 2 fois        |
| Balles perdues             | 5                | Heat de Miami      | 29 octobre 2022  | 1        | 4 fois                     | 4 fois        |
| Minutes jouées             | 46               | Magic d'Orlando    | 3 janvier 2024   | 45       | @ Warriors de Golden State | 28 avril 2023 |

- Double-double : 24 (dont 1 en playoffs)
- Triple-double : 0

Dernière mise à jour : 16 janvier 2025

## Vie privée
Son père ainsi que son frère Kris ont aussi joué pour les Hawkeyes de l'Iowa. Ce dernier évolue également en NBA avec les Trail Blazers de Portland.